# شهرستان اسپیتاک
شهرستان اسپیتاک (ارمنی: Սպիտակի շրջան) یکی از سی و هفت شهرستان در تقسیم‌بندی جمهوری شوروی سوسیالیستی ارمنستان بود. مرکز این شهرستان اسپیتاک بود. طبق سرشماری سال ۱۹۸۷ میلادی جمعیت آن بالغ بر ۴۲٬۸۰۰ تن و مساحت آن ۵۴۴ کیلومتر مربع بود. 

## مناطق مسکونی
- آرواشوغ
- گغاسار
- گوگاران
- لرنانتسک
- لرناوان
- لوساغبیور
- خنکویان
- تساغکابر
- کاتناجور
- هارتاگیوغ
- غورسالی
- متس پارنی
- شناوان
- جراشن
- نور خاچاکاپ
- سارالانج
- ساراهات
- سارامج
- کارادزور

## نگارخانه

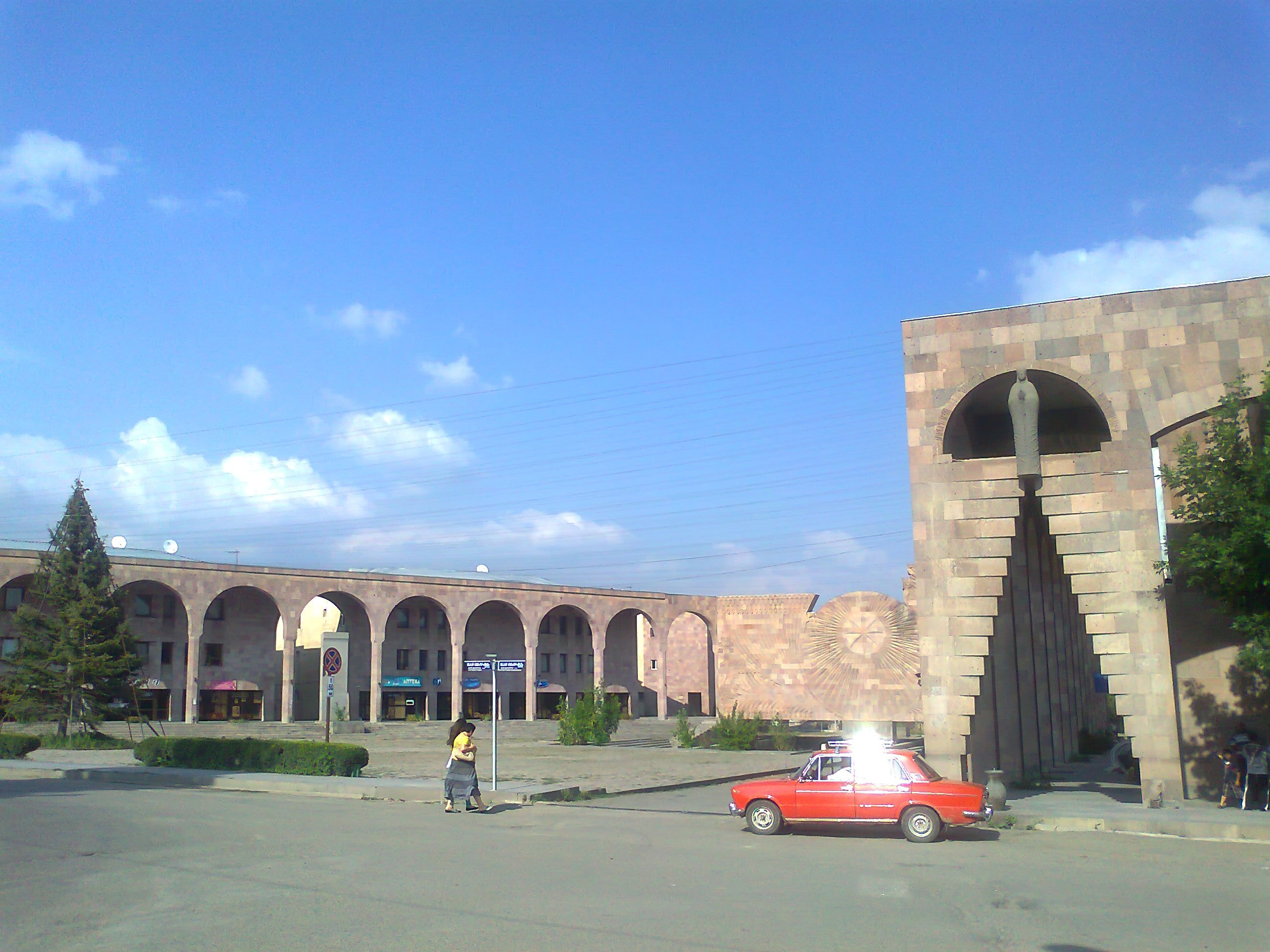
اسپیتاک
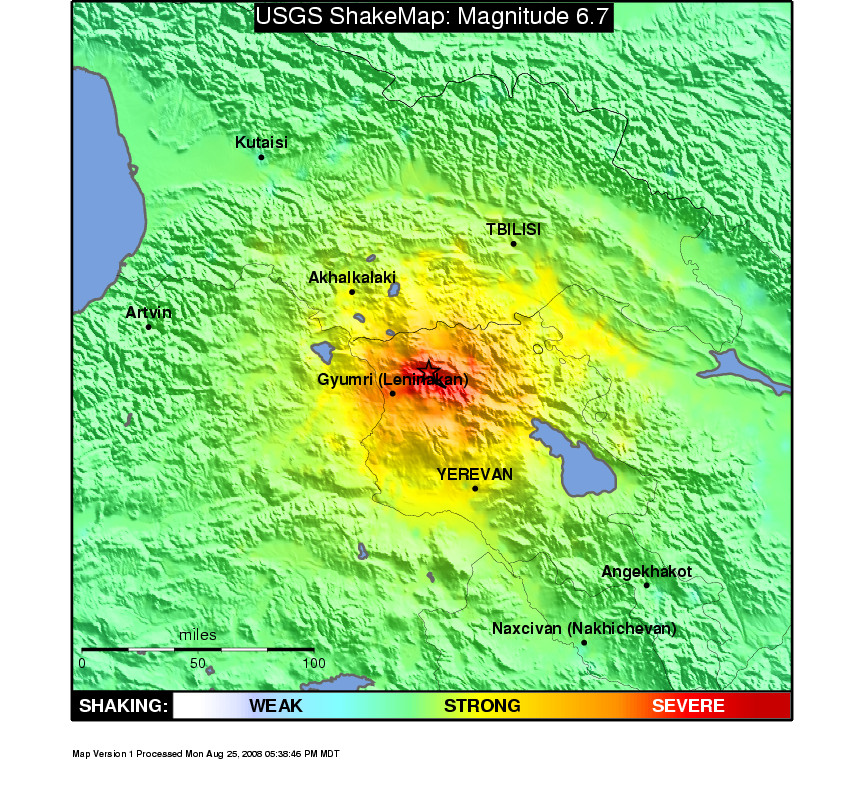
زمین‌لرزه ۱۹۸۸ ارمنستان
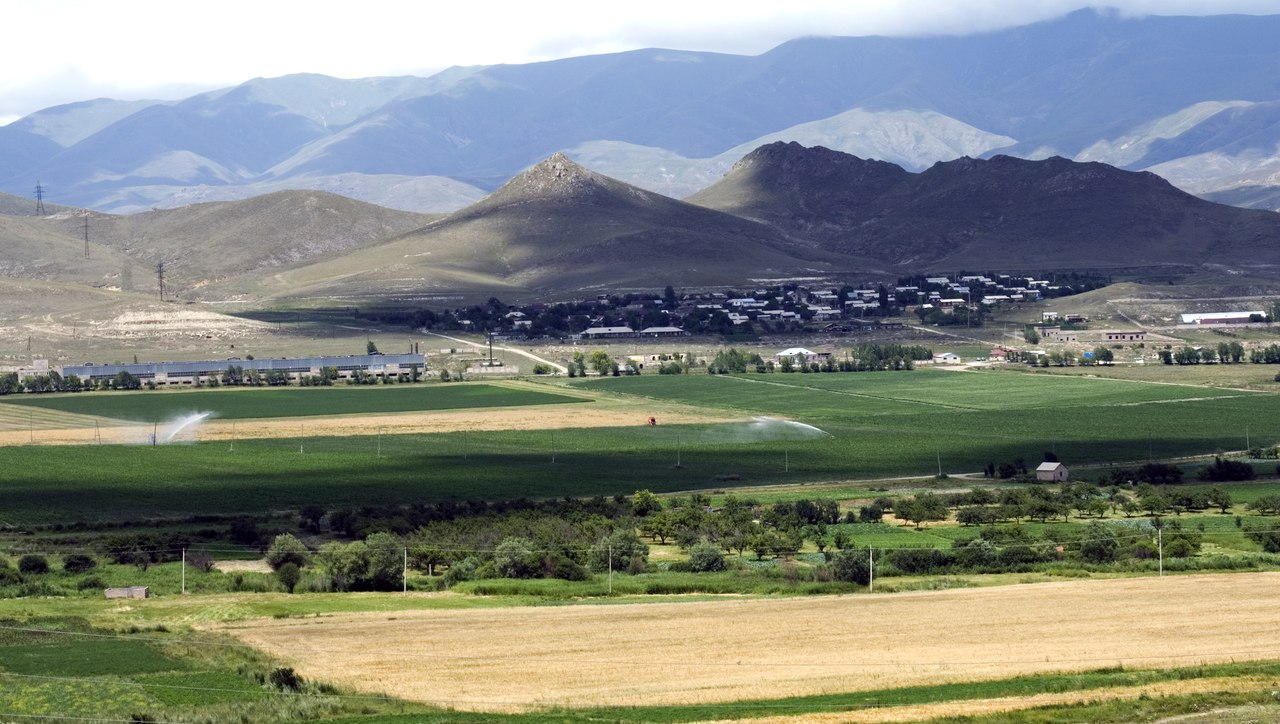
Փամբակի գոգավորություն